# Теламон
Теламон (др.-греч. Τελαμών — собственно «носитель», от τληναι — выносливый, стойкий, терпеливый) — в древнегреческой мифологии сын Эака и Эндеиды (либо, по Ферекиду, Актея и Главки), брат Пелея, отец Аякса Большого, Тевкра Теламонида и Трамбела; а также мифический предок Мильтиада. Царь острова Саламин. Неоднократно упомянут в «Илиаде» и «Одиссее» (XI 468). Его имя «теламон» — название ремня-перевязи для башенного щита, означало также «опора, поддержка».
Аргонавт, сидел на носовых веслах с братом, у левого борта. На погребальных играх по Пелию победил в метании диска. Участник Калидонской охоты.
Вместе с Пелеем он убил, по наущениям матери, брата своего Фока, вследствие чего был вынужден бежать на Саламин к Кенхрею, который очистил его от преступления и сделал наследником Саламинского царства. Изгнан отцом с Эгины за убийство брата Фока. Поселился на Саламине и женился на Перибее (дочери Алкафоя), родился сын Эант. Защищался от обвинений в убийстве Фока, стоя на насыпи в море.

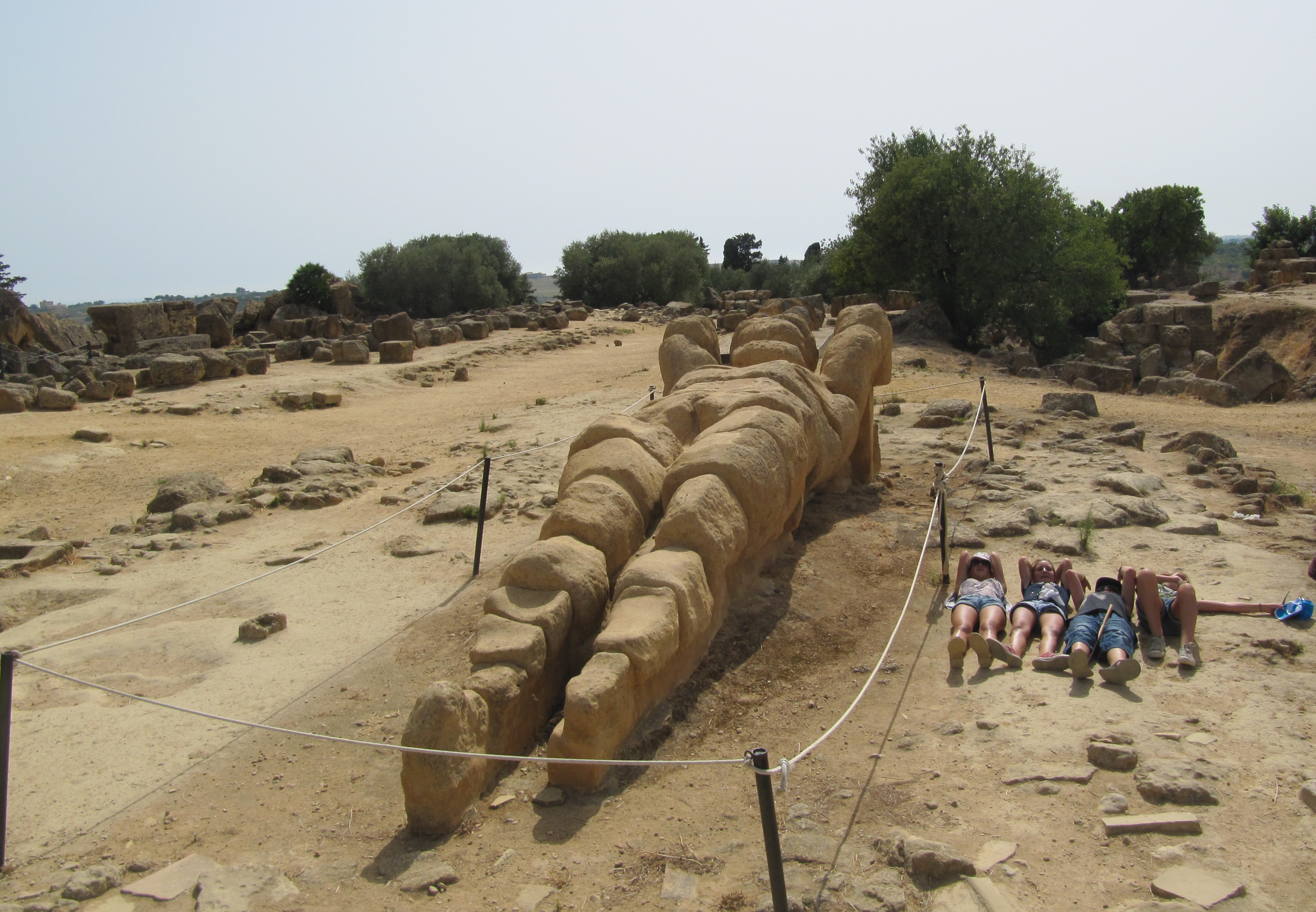
Колоссальный теламон с фасада храма Зевса в Акраганте (Сицилия), 480-е гг. до н.э.

При осаде Трои Гераклом Теламон первый поднялся на стену в том её месте, которое было построено его отцом Эаком. Геракл, позавидовав его доблести, бросился на Теламона с мечом. Но Теламон, не защищаясь, стал собирать камни, объяснив, что он сооружает жертвенник Гераклу Каллинику (Победителю). При разделе добычи получил в собственность царскую дочь Гесиону. Геракл отдал ему в жены Гесиону, от которой родился Тевкр.
Участвовал в войне Геракла с амазонками. По версии, погиб в походе Геракла на Элиду и был похоронен у берега реки Ароания (Аркадия). По более распространенной версии, пережил Троянскую войну.
Действующее лицо трагедий Эсхила «Саламинянки», Софокла «Тевкр», Энния «Теламон». В поэме «Алкмеонида» описывается убийство Теламоном и Пелеем Фока.
Теламон и Аякс почитались как покровители Саламина. Накануне морского сражения 480 г. до н. э. греки в молитве призывали их на помощь.
В архитектуре, мебели, изделиях декоративно-прикладного искусства — деталь в виде поддерживающей мужской фигуры, то же, что атлант, аналогично понятиям кариатида, канефора.